# CTAN
CTAN — сокращение англ. Comprehensive ΤΕΧ Archive Network (всеобъемлющая сеть архивов ΤΕΧ), большой архив документации и программного обеспечения для ΤΕΧ.
Архив программ Perl, CPAN, основан на модели CTAN.

## История
До создания CTAN существовало большое количество материалов по ΤΕΧ в открытом доступе, но не существовало систематизированной коллекции. Во время обсуждения, начатого Йоахимом Шродом в 1991 на конференции EuroTeX, возникла идея собрать вместе все разрозненные коллекции. 
(Йоахим поднял данный вопрос, так как участвовал в деятельности ΤΕΧ-сообщества с 1982 и управлял работой одного из крупнейших на тот момент ftp-серверов Германии.) 
CTAN был создан в 1992 Райнером Шёпфом и Йоахимом Шродом (Германия), Себастьяном Рахц (Великобритания), и George Greenwade в США (именно Джордж предложил название CTAN).
Сегодня с главных узлов CTAN ежемесячно скачивается более 6 ТБ информации (и это без учёта 75 сайтов-дублёров по всему миру).